# Echimys
Echimys là một chi động vật có vú trong họ Echimyidae, bộ Gặm nhấm. Chi này được G. Cuvier miêu tả năm 1809. Loài điển hình của chi này là Myoxus chrysurus Zimmermann, 1780.

## Các loài
Chi này gồm các loài: